# عبدالجبار کاکایی
عبدالجبار کاکایی (زادهٔ ۱۵ شهریور ۱۳۴۲ در ایلام) شاعر و ترانه‌سرای ایرانی است. کاکایی شاعر بسیاری از تیتراژهای سریال‌های تلویزیونی است.

## دوران زندگی
همان ابتدای تولد به همراه خانواده خود در عراق سکونت گزید و هنگامی که یک سال و نیم بیشتر نداشت به ایران بازگشت. دوران کودکی و تحصیلات ابتدایی، راهنمایی و دبیرستان را در زادگاه خود گذراند و در سال ۱۳۶۰، دیپلم اقتصاد گرفت. در سال ۱۳۶۱ به تهران آمد و تحصیلات خود را تا مقطع کاردانی زبان و ادبیات فارسی در دانشسرای تربیت معلم ادامه داد. او در سال ۱۳۶۴ وارد دانشگاه شهید بهشتی تهران شد و در سال ۱۳۶۸ به دریافت مدرک کارشناسی زبان و ادبیات فارسی نایل آمد. سپس به منظور ادامهٔ تحصیل در سال ۱۳۷۱ به دانشگاه آزاد مرکز تهران رفت و در سال ۱۳۷۳ مدرک کارشناسی ارشد زبان و ادبیات فارسی را دریافت کرد.

## فعالیت‌ها
کاکایی چندین سال است که در تهران سکونت دارد و کارمند رسمی وزارت آموزش و پرورش است، اما فعالیت‌های خود را بیشتر در زمینهٔ سرودن شعر، نقد و بررسی، اجرای برنامه‌های ادبی در صدا و سیما و فعالیت در مطبوعات متمرکز کرده‌است. علاقهٔ کاکایی بیشتر معطوف به قالب‌های غزل و مثنوی است. از کاکایی مقالات و نقدهایی پیرامون شعر در مطبوعات درج شده‌است. وی تا کنون در برخی از همایش‌های سراسری شعر که در سطح کشور برگزار گردیده به عنوان دبیر، مدیر اجرایی و عضو هیئت علمی مسئولیت داشته‌است. همچنین مدرس و مدیر خانه شعر بنیاد نویسندگان و هنرمندان و نه ماه عضو شورای ترانه وزارت ارشاد بوده‌است اما پس از نه ماه، به دلیل «مراقبت و احتیاط‌کاری‌های بیش از اندازه وزارت فرهنگ و ارشاد اسلامی» تا زمان «ایجاد زمینه مطلوب همکاری» استعفا داد.
او همچنین با خوانندگانی چون فریدون آسرایی، حسام‌الدین سراج، بهنام صفوی، محمد اصفهانی، سالار عقیلی،ابی صادقی، علی تفرشی، فرزاد فرزین، حمید هیراد، رضا صادقی،محسن یگانه، مجید اخشابی، محمد علیزاده و علیرضا افتخاری در مقام شاعر همکاری کرده‌است.

## شاعر شدن کاکایی به روایت خودش
تازه پانزده سالم بود، بوی نجیبِ بچگی داشتم، هنوز در عضلاتِ پاهایم شوقِ گریزِ کودکانهٔ «گرگم به هوا» بود، قدِ علمم نمی‌رسید به کتابخانه، تمام نبودم، عقلِ سفت و کالی داشتم، خیالم، خیالات بود تخیل نبود، در تصرفِ کلمات نبودم که شعر آمد.
دق می‌کردم اگر این نبود. لذتِ ساختن و پرداختن، یافتن و پروردن، داشتن و بالیدن، پاتوقِ ناکامی و تسلیم، پناه ناامیدی و تردید، ایستگاه شَک، زاویهٔ نیایش، مجالی برای دروغ، برای عشق.
تازه پانزده سالم بود که به آهنگی از درون کلمات را چیدم. نمی‌دانم موسیقی از کجا بود اما با وسواس کلمه‌ها را چیدم، نه کم نه زیاد، به قاعده، فقط صورت‌بندی می‌کردم. همین کلمه‌هایی که تا چهارده سالگی بی‌مبالات ادا می‌شدند، آقا شده بودند، اعتبار داشتند. با فعل و اسم و حرف خودمانی شده بودم. حالا جذبهٔ آن‌ها بر ارادهٔ من غلبه داشت، حالا نیمی از عقل من در تصرف من بود، نیمی در تصرفِ آنها. حالا همه من نبودم، شرمسارانه دروغ می‌گفتم، گناهکارانه راست.
از پانزده سالگی به منطقِ زبان حمله‌ور شدم، در آرایش کلمه‌ها کوشیدم، به توده‌های وهم‌آلودِ فکر نزدیک شدم. به روایت مرموز درونم پرداختم، همه از کلمات ملایم صبح من می‌فهمیدند که شبِ پیش عاشق شده بودم. به دروغ خودم را عاشق‌تر، شوریده‌تر، دیوانه‌تر و حتی گاهی نادان‌تر می‌نمایاندم. بودم یا نبودم نمی‌دانم و نمی‌خواستم بدانم. از دانایی می‌گریختم.
نه گیس بلند کردم نه دمپایی لاانگشتی پوشیدم و نه مخمور به هستی نگاه کردم، با همین ابروهای در هم کشیده و مغموم با کت و شلوار معلمی و کار با خودم، برای خودم شعر گفتم، دروغ بافتم و شما بزرگوارانه راست پنداشتید. دروغ‌های مرا پنهان کردید. ما صادقانه به هم دروغ گفتیم، اما کدام باهوش‌تر بودیم؟ من می‌گویم شما. همین.

## نمونه‌ای از غزل کاکایی
حاجت به اشارات و زبان نیست، مترسک
پیداست که در جسم تو جان نیست، مترسک
با باد به رقص آمده پیراهنت اما
در عمق وجودت هیجان نیست، مترسک
شب پای زمینی و زمین، سفرهٔ خالی ست
این بی هنری، نام و نشان نیست، مترسک
تا صبح در این مزرعه تاراج ملخ بود
چشمان تو حتی نگران نیست، مترسک
پیش از تو و بعد از تو زمان، سطر بلندی ست
پایان تو پایان جهان نیست، مترسک
این مزرعه آلودهٔ کفتار و کلاغ است
بیدار شو از خواب، زمان نیست مترسک

## نمونه‌ای از ترانه کاکایی
بمون ولی به خاطر غرور خسته‌ام برو
برو ولی به خاطر دل شکسته‌ام بمون
به موندن تو عاشقم به رفتن تو مبتلا
شکسته‌ام ولی برو، بریده‌ام ولی بیا
چه گیج حرف می‌زنم، چه ساده درد می‌کشم
اسیر قهر و آشتی میون آب و آتشم
چه عاشقانه زیستم چه بی صدا گریستم
چه ساده با تو هستم و چه ساده بی تو نیستم
تو را نفس کشیدم و به گریه با تو ساختم
چه دیر عاشقت شدم چه دیرتر شناختم
تو با منی و بی توأم ببین چه گریه آوره
سکوت کن سکوت کن سکوت حرف آخره
ببین چه سرد و بی صدا ببین چه صاف و ساده‌ام
گلی که دوست داشتم به دست باد داده‌ام
بمون که بی تو زندگی تقاص اشتباهمه
عذاب دوست داشتن تلافی گناهمه

## آثار
- آوازهای واپسین، مجموعه شعر، همراه، ۱۳۶۹
- مرثیهٔ روح، مجموعه شعر، حوزه هنری، ۱۳۶۹
- سال‌های تاکنون، مجموعه شعر، محراب اندیشه، ۱۳۷۲
- حتی اگر آیینه باشی، مجموعه شعر، اهل قلم، ۱۳۷۵
- نگاهی به شعر معاصر ایران، نقد و بررسی، عروج، ۱۳۷۶
- گزیده ادبیات معاصر، شمارهٔ ۷، انتشارات نیستان، ۱۳۷۸
- بررسی تطبیقی ادبیات پایداری جهان، نشر پالیزان، ۱۳۸۰
- زنبیلی از ترانه، منتخب غزل، لوح زرین، ۱۳۸۱
- فرصت نایاب، مجموعه شعر، انجمن شاعران ایران، ۱۳۸۵
- با سکوت حرف می‌زنم نشر علم ۱۳۸۹
- هرچه هستم از تو دورم رسانهٔ طلایی ۱۳۸۶
- باغ خیالی نشر لوح زرین ۱۳۸۸
- با تو این ترانه‌ها شنیدنی ست نشر فصل پنجم۱۳۹۰
- بی چتر و بارانی نشر شانی۱۳۹۱
- حق با صدای توست نشر تکا ۱۳۸۷
- بر شانه‌های باران سی دی ۱۳۸۶
- بانوی آب آلبوم آثار ۱۳۹۱
- از تو دورم آلبوم آثار ۱۳۸۷
- دنیای بی آواز نشر فصل پنجم ۱۳۹۲
- حبس سکوت نشر فصل پنجم۱۳۹۱
- تاوان کلمات نیستان ۱۳۹۴
- عذاب دوست داشتن نیستان ۱۳۹۵
- لاو هات نیستان۱۳۹۵
- حال من دست خودم نیست فصل پنجم ۱۳۹۶

## دیدگاه‌ها
کاکایی از جمله ۱۴۰ هنرمند ایرانی بود که با امضاء طوماری در مورخ ۲۲ خرداد ۱۳۹۲، همراه با سایر اصلاح‌طلبان و اعتدالگرایان، ضمن قدردانی انصراف عارف به نفع روحانی، از نامزدی حسن روحانی در انتخابات ریاست جمهوری ۱۳۹۲ حمایت علنی کرد.